# 클루치보르크군

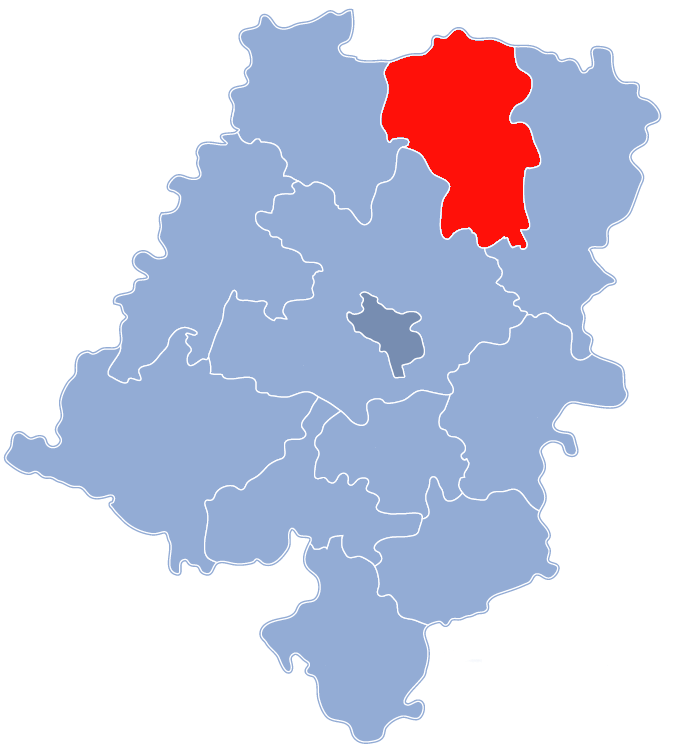
오폴레주 지도에 표시된 클루치보르크군의 위치

클루치보르크군(폴란드어: powiat kluczborski)은 폴란드 오폴레주에 위치한 군으로 군청 소재지는 클루치보르크이며 면적은 851.59km2, 인구는 65,644명(2019년 6월 30일 기준), 인구 밀도는 77명/km2이다.
북쪽으로는 비엘코폴스카주 켕프노군, 우치주 비에루슈프군, 남동쪽으로는 올레스노군, 남쪽으로는 오폴레군, 서쪽으로는 나미수프군과 접한다. 4개 지방 자치체(3개 도시형 농촌, 1개 농촌)를 관할한다.

군기
군 문장